# (15071) Hallerstein
(15071) Hallerstein es un asteroide que forma parte del cinturón de asteroides y fue descubierto el 24 de enero de 1999 por el equipo del Observatorio de Črni Vrh desde el observatorio homónimo, cerca de Idrija, Eslovenia.

## Designación y nombre
Hallerstein fue designado al principio como 1999 BN12.
Más tarde, en 2003, se nombró por Ferdinand Augustin Hallerstein, (1703-1774), misionero jesuita en China nacido en Liubliana, quien fue reconocido por su trabajo en astronomía, matemáticas y cartografía. Presidente de la Oficina Imperial China de Astronomía, preparó un catálogo preciso de 3083 estrellas y descubrió y midió cuidadosamente el cometa C/1748 H1.

## Características orbitales
Hallerstein orbita a una distancia media de 2,531 ua del Sol, pudiendo acercarse hasta 2,084 ua y alejarse hasta 2,978 ua. Tiene una excentricidad de 0,177 y una inclinación orbital de 6,268 grados. Emplea 1470,45 días en completar una órbita alrededor del Sol.

## Características físicas
La magnitud absoluta de Hallerstein es 13,18.